# 細川一颯
細川 一颯（ほそかわ いっさ、2000年4月7日 - ）は、日本の男性キックボクサー。第2代BreakingDownライト級王者。愛知県出身。

## 略歴
6歳から11歳まで極真空手を習い、全日本優勝の実績を持つ。サッカーで特待生として高校に進学するが、高校を中退。5年間建設現場で従事したのち、BreakingDownに出場している萩原裕介が社長を務める建設会社「萩原工業」に入社。萩原の勧めで2022年から総合格闘技を始める。
「BreakingDown9」のオーディションで行われた「喧嘩自慢最強決定戦」準決勝に、萩原が監督を務める北関東チームのライト級選手として出場。九州チームの山下大希と対戦し、KO勝利。北関東チームは九州チームに3勝2敗で勝ち越し、本戦で行われる決勝への進出を決めた。
2023年8月に開催された「BreakingDown9」で行われた「喧嘩自慢最強決定戦」決勝では大阪チームのダイスケと対戦し、判定5-0で勝利。北関東チームは大阪チームに2勝3敗で負け越し、準優勝に終わった。
2023年10月25日に朝倉未来のYouTubeチャンネルで公開された動画で行われた企画『全国の喧嘩自慢100人の頂点決めてみた』に出場し、100人の喧嘩自慢が出場するトーナメントを勝ち抜き、よーでぃーとの延長4回に及ぶ決勝戦を制して優勝した。優勝により、BreakingDownとの年間契約、賞金1000万円を獲得した。
2023年11月に開催された「BreakingDown10」では、プロ格闘家対抗戦に出場し、才賀紀左衛門にKO勝利。12月に開催された表彰式「BreakingDown Award 2023」では年間最優秀選手賞に選ばれた。
2024年2月に開催された「BreakingDown11」では、「地下格闘技レジェンド対抗戦」に出場し、大島渓太郎に判定5-0で勝利。試合後、拳が開放骨折したことを報告した。
2024年9月に開催された「BreakingDown13」では、「アメリカ合衆国対抗戦」に出場。サムライとMMAルールで対戦し、延長判定5-0で勝利。
2024年12月に開催された「BreakingDown14」のフェザー級1dayトーナメントに出場。1回戦でYURAに判定負けし、初黒星となった。トーナメント1回戦で対戦予定であったアラン・べゴッソが急遽出場キャンセルとなり、同じく対戦相手が出場キャンセルとなったYURAと1回戦での対戦が決まった。
2024年12月31日にRIZINが開催した「RIZIN DECADE」で行われた、朝倉未来率いる「BreakingDown軍」と平本蓮率いる「BLACK ROSE軍」の対抗戦『雷神番外地』に「BreakingDown軍」の選手として出場。宇佐美正パトリックと対戦し、2ラウンド目に2度のダウンを奪われてTKO負け。
2025年3月開催の「BreakingDown15」のオーディションでは、井原良太郎から『雷神番外地』の試合内容について「がっかりした」「お前本当に喧嘩自慢か？」などと苦言を呈されると口論となり、対戦が決定。体重制限を設定しない無差別級で試合が組まれ、「喧嘩自慢頂上決戦」と目された。試合は延長ラウンドでダウンを奪われ、判定0-5で敗北。
2025年7月13日におおきにアリーナ舞洲で開催された「BreakingDown16」のライト級タイトルマッチで挑戦者として同級王者のNAOと対戦。才賀紀左衛門の弟子であるNAOは「BreakingDown10」で才賀が細川に敗北していたことから「敵討ち」を謳っていた。試合は蹴り、拳連打で攻め込み、1回判定4-0で勝利。2代目BreakingDownライト級王者となった。

## 私生活
2025年6月にABEMAのアナウンサーである瀧山あかねとの交際および同棲がNEWSポストセブンで報じられ、7月にBreakingDown公式YouTubeチャンネルで配信された動画で交際の事実を認めた。なお、同ジムで練習しているケイト・ロータスとの交際疑惑が同年2月に浮上した際には、「言っておきますけど、付き合ってないですからね」と交際を否定していた。

## 戦績

### プロキックボクシング
| キックボクシング 戦績 | キックボクシング 戦績 | キックボクシング 戦績 | キックボクシング 戦績 | キックボクシング 戦績 | キックボクシング 戦績 | キックボクシング 戦績 |
| --------------------- | --------------------- | --------------------- | --------------------- | --------------------- | --------------------- | --------------------- |
| 1 試合                | (T)KO                 | 判定                  | その他                | 引き分け              | 無効試合              |                       |
| 0 勝                  | 0                     | 0                     | 0                     | 0                     | 0                     |                       |
| 1 敗                  | 1                     | 0                     | 0                     | 0                     | 0                     |                       |

| 勝敗 | 対戦相手           | 試合結果                      | 大会名       | 開催年月日     |
| ×    | 宇佐美正パトリック | 2R 2:59 TKO（左ボディブロー） | RIZIN DECADE | 2024年12月31日 |

### アマチュアキックボクシング
| 勝敗 | 対戦相手     | 試合結果                 | 大会名                                                         | 開催年月日     |
| ○    | NAO          | 1分1R終了 判定4-0        | BreakingDown16 【BreakingDownライト級タイトルマッチ】          | 2025年7月13日  |
| ×    | 井原良太郎   | 1分1R+延長1R終了 判定0-5 | BreakingDown15                                                 | 2025年3月2日   |
| ×    | YURA         | 1分1R 判定0-5            | BreakingDown14 【BreakingDownフェザー級1dayトーナメント1回戦】 | 2024年12月8日  |
| ○    | 大島渓太郎   | 1分1R 判定5-0            | BreakingDown11                                                 | 2024年2月18日  |
| ○    | 才賀紀左衛門 | 1分1R+延長 KO            | BreakingDown10                                                 | 2023年11月23日 |
| ○    | ダイスケ     | 1分1R 判定5-0            | BreakingDown9                                                  | 2023年8月26日  |

### アマチュア総合格闘技
| 勝敗 | 対戦相手 | 試合結果           | 大会名                                  | 開催年月日   |
| ○    | サムライ | 1分1R+延長 判定5-0 | BreakingDown13 【アメリカ合衆国対抗戦】 | 2024年9月1日 |

## 獲得タイトル
- 第2代BreakingDownライト級王者（2025年）